# Johann Friedrich Naumann

Johann Friedrich Naumann (14 de febrero de 1780 – 15 de agosto de 1857) fue un científico, grabador y editor alemán. Es considerado como el fundador de la ornitología científica en Europa. Publicó Historia natural de los pájaros de Alemania (1820-1844) y Los huevos de los pájaros de Alemania (1818-1828).

## Biografía
Johann Friedrich Naumann nació en Ziebigk, unos 10 km al sureste de Koethen, el 14 de febrero de 1780, como hijo de Johann Andreas Naumann, un ornitólogo conocido. Después de asistir a la escuela en Dessau, regresó a casa y se dedicó al estudio de la agricultura, la botánica, la geología y ornitología, más tarde dirigió su atención especialmente a la ornitología y el estudio de las aves de Alemania, que contiene sus observaciones en una obra titulada Naturgeschichte der Vögel Deutschlands 13 vols, Leipzig (1822), adornado con placas de un gran número de aves que él mismo grabó. Fue el autor de muchos trabajos ornitológicos.

## Obra
- Taxidermie oder die Lehre, Thiere aller Klassen am einfachsten und zweckmäßigsten für Kabinette auszustopfen und aufzubewahren. Hemmerde & Schwetschke, Halle 1815
- Johann Andreas Naumann u. Johann Friedrich Naumann: Naturgeschichte der Vögel Deutschlands. Nach eigenen Erfahrungen entworfen. Fleischer, Leipzig 1822-1866, vols. 1-13 (Grundlagenwerk der modernen Ornithologie)
- Die Naturgeschichte der Vögel Mitteleuropas. Eds. 1897-1905
- Die Vögel Mitteleuropas - eine Auswahl, hrsg. und mit einem Essay von Arnulf Conradi, Frankfurt am Main 2009, ISBN 978-3-8218-6223-1

## Honores

### Eponimia
La sociedad ornitológica alemana llamó a su revista Naumannia, y el cernícalo primilla (Falco naumanni) fue nombrado en honor a él.

## Literatura
- Paul Gottschalk: Johann Friedrich Naumann, in: Mitteldeutsche Lebensbilder, 1. Band Lebensbilder des 19. Jahrhunderts, Magdeburg 1926, pp. 65–70

## Abreviatura (zoología)
La abreviatura Naumann  se emplea para indicar a Johann Friedrich Naumann como autoridad en la descripción y taxonomía en zoología.

## Galería

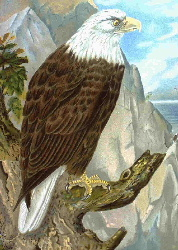
De Naturgeschichte der Vögel Mitteleuropas (Historia Natural de las Aves de Europa Central).
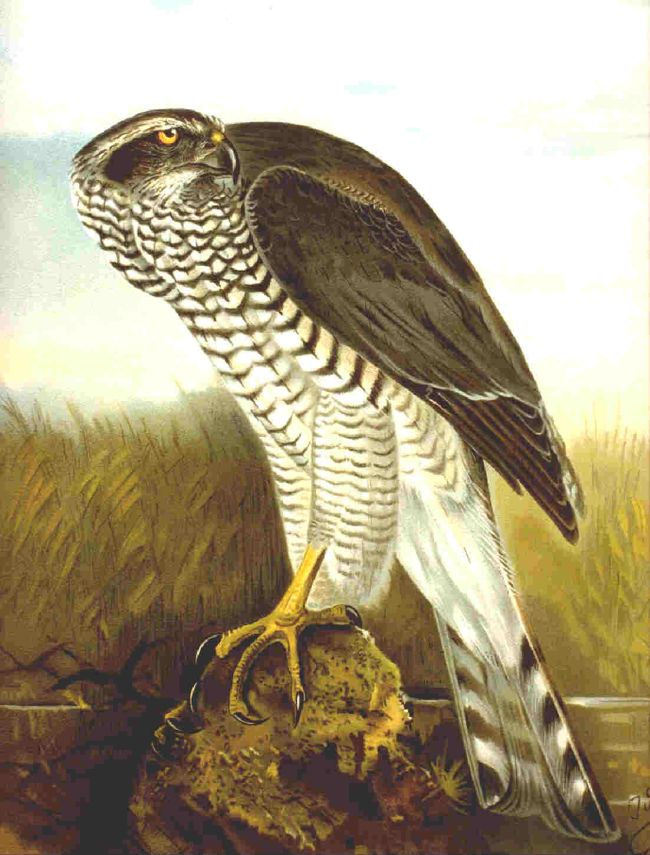
Azor común (Accipiter gentilis). Grabado por Johann Friedrich Naumann
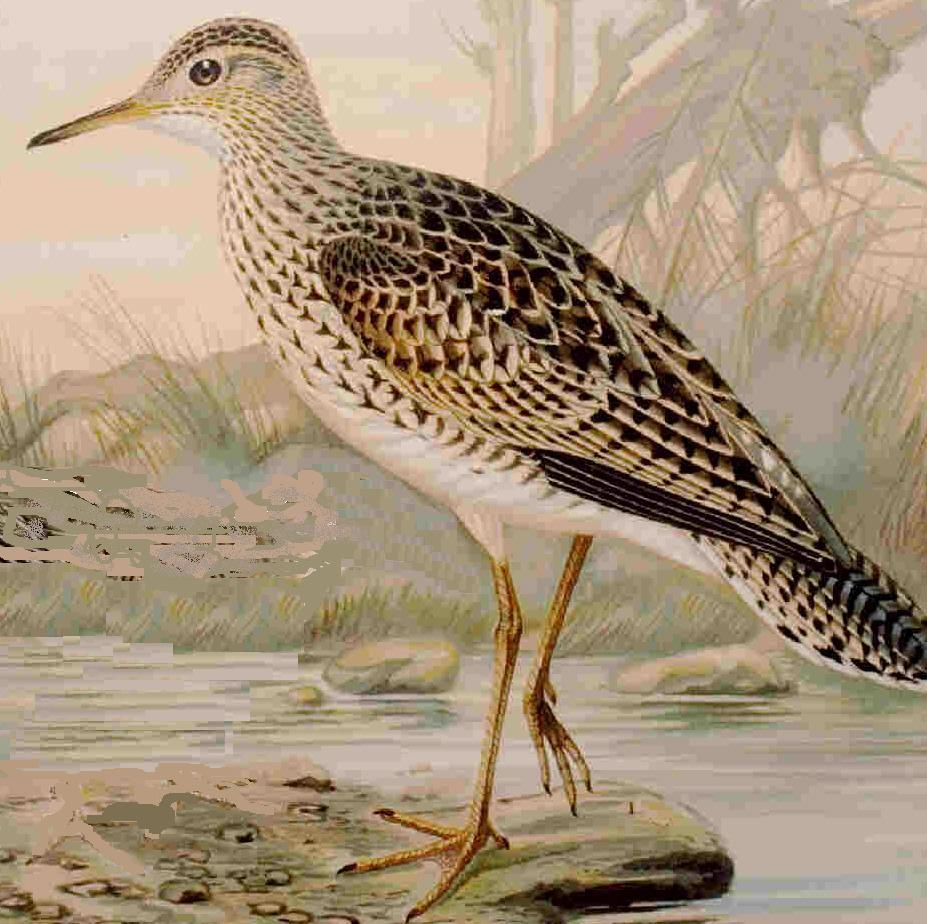
Correlimos batitú por Naumann.
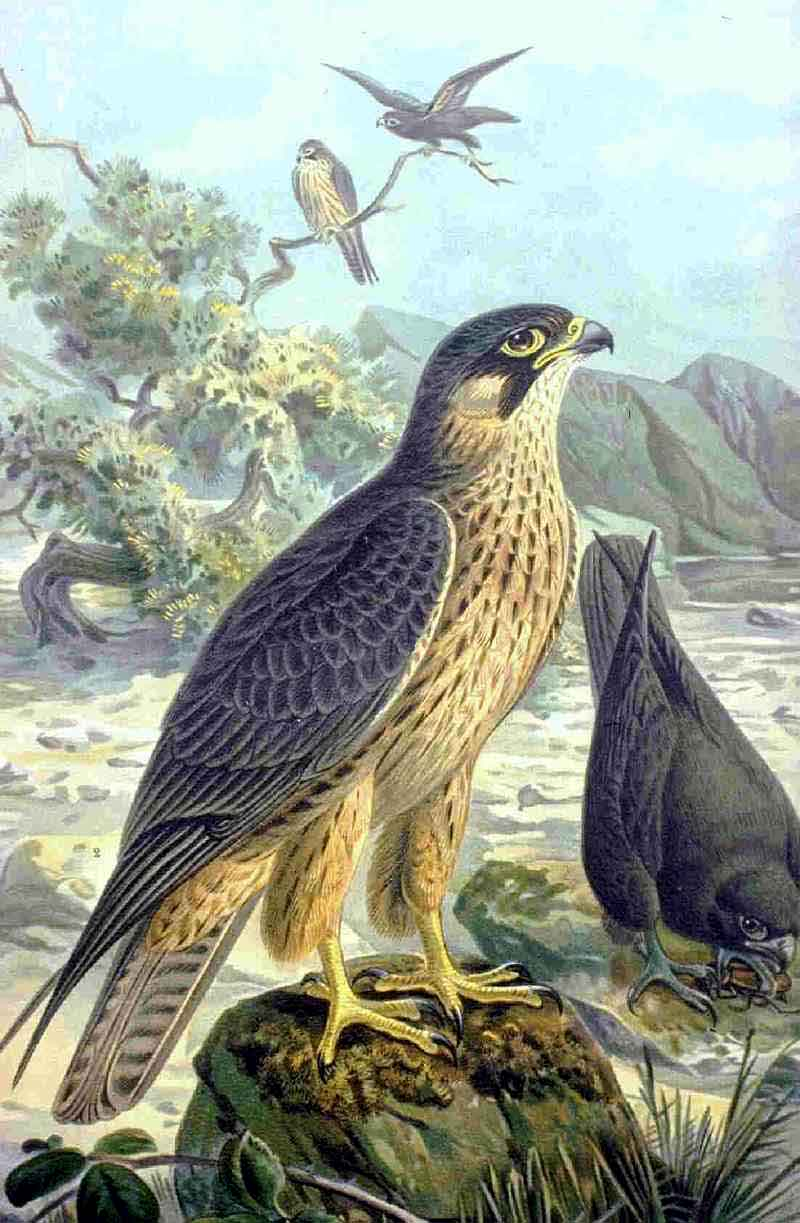
Falco eleonorae